# Instituto Nacional de Salud Mental
El Instituto Nacional de la Salud Mental (INSM) es uno de los 27 componentes de los Institutos Nacionales de Salud, agencias de investigación biomédica y del comportamiento del gobierno federal de los Estados Unidos de América. El INSM forma parte del Departamento de Salud y Servicios Humanos de los Estados Unidos.
La misión del INSM es reducir la carga de enfermedades mentales y trastornos del comportamiento a través de la investigación de la mente, el cerebro y el comportamiento. 
Para cumplir su misión, el Instituto: conduce investigaciones sobre trastornos mentales y la subyacente ciencia básica del cerebro y el comportamiento; ayuda a la investigación de estos temas en universidades y hospitales alrededor de los Estados Unidos; reúne, analiza, y reparte información sobre las causas, casos, y tratamiento de las enfermedades mentales; ayuda a la formación de más de 1000 científicos para hacer investigaciones clínicas; y comunica la información de los científicos al público, los medios de comunicación, etc.
El presupuesto del Instituto Nacional de Salud Mental para el año fiscal de 2005 fue de US$1400 millones.
El Instituto Nacional de Salud Mental financia la investigación por científicos por todo Estados Unidos. A través de su programa extramuros, el INSM apoya con más de 2.000 becas de investigación y contratos en universidades y otras instituciones por todo Estados Unidos. Los investigadores proponen proyectos a través de un programa de becas y pueden pedir renovaciones para recibir financiación continua.
Aproximadamente 500 científicos trabajan en el programa intramural del INSM. Los científicos intramurales abarcan desde biólogos moleculares trabajando en laboratorios a investigadores clínicos trabajando con pacientes en el centro clínico de los INS.